# 斯皮勒敦 (伊利諾伊州)
斯皮勒敦（英語：Spillertown）是一個位於美國伊利諾伊州威廉森縣的城市。

## 地理
斯皮勒敦的座標為37°46′03″N 88°55′08″W / 37.76750°N 88.91889°W，而該地的平均海拔高度為148米（即486英尺）。

## 人口
根據2010年美國人口普查的數據，斯皮勒敦的面積為0.96平方千米，當中陸地面積為0.94平方千米，而水域面積為0.02平方千米。當地共有人口203人，而人口密度為每平方千米211.46人。